# Cranaë patagiata
Cranaë patagiata är en insektsart som beskrevs av Carl Stål 1878. Cranaë patagiata ingår i släktet Cranaë och familjen gräshoppor. Inga underarter finns listade i Catalogue of Life.